# MCVD
Na Química, MCVD (do inglês, Modificated Chemical Vapour Deposition) é um método de fabricação de fibras óticas. Ele inclui as fases de introdução de um córrego que se deslocam de uma mistura de vapor, incluindo pelo menos um precursor de formação de compostos de vidro, juntamente com um oxidante médio em um tubo, gerando ao mesmo tempo uma hidrogénio livre de plasma isotérmico sobre uma superfície exterior do tubo de reagir a produzirem um hialino, mistura e depositar em uma superfície interior do tubo. O método utiliza uma tocha de plasma ou um forno de rádio freqüência.